# Christina Roccati
Christina Roccati, född 1732, död 1797, var en italiensk akademiker och poet. 
Roccati var medlem i en adelsfamilj i Rovigo. Hon studerade från 1747 naturfilosofi, litteratur, logik, moral, meteorologi och astronomi vid Universitetet i Bologna, med fokus på naturkunskap och fysik. I egenskap av poet blev hon medlem av Concordiaakademien 1749, Apatisti di Firenze (1750) och nell’Arcadia (1753) och nell’Accademia degli Ardenti di Bologna e dei Ricoverati a Padova (1753). 
Roccati tog examen i filosofi 5 maj 1751 som den tredje av sitt kön i Europa. Hon var sedan professor i Concordiakademien 1751–1777. Hon var president i Concordiakademien från 1754. 